# Académie de technologie aérospatiale de la propulsion liquide
L’Académie de technologie aérospatiale de la propulsion liquide (en chinois 航天推进技术研究院; 航天六院) ou AALPT (acronyme de l'anglais Academy of Aerospace Liquid Propulsion Technology) est un conglomérat qui développe les moteurs-fusées utilisant la propulsion à ergols liquides et des systèmes de guidage de lanceurs . Il emploie environ 10 000 personnes dans une dizaine d'entités implantées dans la région du Shaanxi. AALPT est une  filiale  de la Société de sciences et technologies aérospatiales de Chine (CASC).

## Activité
AALPT développe les moteurs-fusées utilisant la propulsion à ergols liquides des lanceurs chinois. C'est dans ses établissements que sont réalisés les moteurs YF-77 et  YF-100 qui doivent propulser la famille des lanceurs Longue Marche 5 en cours de développement. Le conglomérat regroupe 5 centres de recherche et 4 usines.

## Historique
AALPT est créé vers 1970 sous l'appellation base 067 au Mont Quinling dans le Shaanxi dans le cadre de l’industrialisation de ce qui était appelé la troisième ligne, c'est-à-dire les régions intérieures du sud-ouest de la Chine. L'entreprise est par la suite recentrée sur la capitale régionale Xi’an.